# Atoniomyia albifacies
Atoniomyia albifacies là một loài ruồi trong họ Asilidae. Atoniomyia albifacies được Hermann miêu tả năm 1912.